# Pauli Pitkänen
Pauli Einar Pitkänen (* 4. November 1911 in Nilsiä; † 28. September 1941 in Siilinjärvi) war ein finnischer Skilangläufer.
Er wurde dreimal Weltmeister: 1938 und 1939 mit der finnischen Staffel, 1938 im 18-Kilometer-Lauf.

## Erfolge
- Nordische Skiweltmeisterschaften 1938 in Lahti: Gold mit der Staffel, Gold über 18 km
- Nordische Skiweltmeisterschaften 1939 in Zakopane: Gold mit der Staffel